# 天主教姆拜基教區
天主教姆拜基教區（拉丁語：Dioecesis Mbaikiensis）是中非共和國一個羅馬天主教教區，屬班吉總教區。
教區成立於1995年6月10日，包括洛巴耶省。2004年有教友57,987人（佔轄區總人口23.2%）、十個堂區、十四名司鐸。現任教區主教為格瑞諾·佩林。